# 英桥镇
英桥镇，是中华人民共和国广西壮族自治区玉林市博白县下辖的一个乡镇级行政单位。

## 行政区划
英桥镇下辖以下地区：
英桥街社区、英桥村、金山村、谢樟村、联山村、付义村、杨充村、杨村、文黎村、那凭村、永新村、春佳村、绿柏村、新联村和新圩村。